# Louise Glück
Louise Elisabeth Glück, ameriška pesnica in esejistka, nobelovka, * 22. april 1943, New York, Združene države Amerike, † 13. oktober 2023, Cambridge, Massachusetts, Združene države Amerike.
Objavila je 12 pesniških zbirk in nekaj zvezkov esejev o poeziji. V slovenščino je prevedena pesniška zbirka Onkraj noči.  Osrednje teme njenih književnih del so otroštvo in družinsko življenje, tesen odnos s starši, brati in sestrami.
Prejela je številne književne nagrade, med drugim Pulitzerjevo nagrado za pesništvo leta 1993 za zbirko Wild Iris (Divja perunika), ter Nobelovo nagrado za književnost leta 2020 »za njen nezgrešljiv poetični glas, s katerim z ostro lepoto naredi posameznikovo eksistenco univerzalno«.